# Govnačke
Govnačke (znanstveno ime Stercorariidae) so majhna družina morskih ptic iz reda pobrežnikov. Opisanih je sedem vrst, ki jih združujemo v edini rod, Stercorarius.

## Opis
Po telesni zgradbi in vedenjskih značilnostih tvorijo govnačke dve skupini: tri manjše in štiri večje vrste. V splošnem so to srednje veliki ptiči s temnorjavo ali sivo operjenostjo in noge s plavalno kožico med prsti. Manjše vrste imajo v odraslosti bele prsi in trebušno stran ter so gracilnejše. Imajo dolge, koničaste peruti, rep s podaljšanimi srednjimi peresi in rahlo ukrivljeno konico sicer ravnega kljuna. Večje vrste so zelo čokate in robustne, od daleč podobne galebom, te imajo bolj zaobljene peruti in močno ukrivljeno konico kljuna. Za vse vrste je značilna bela lisa ob bazi primarnih letalnih peres na spodnji strani peruti.
Govnačke so agresivni plenilci in kleptoparaziti. Prehranjujejo se oportunistično z ribami, malimi sesalci, drugimi ptiči in njihovimi jajci ter mladiči, žuželkami, občasno tudi z mrhovino ter jagodičevjem. Znane so predvsem po nadlegovanju drugih večjih morskih ptic, ki jih v letu prisilijo, da izpustijo ali izbljuvajo ujet plen, same pa ga nato ujamejo v zraku. To počnejo zlasti izven paritvenega obdobja, med selitvijo. Rodovno ime Stercorarius izvira iz latinske besede za iztrebek, saj so včasih mislili, da v zraku lovijo iztrebke drugih ptičev.
Praviloma so monogamne ptice, za zarod skrbita oba starša, ki pogosto ostaneta skupaj vse življenje. Gnezdo v obliki preproste kotanje na tleh agresivno branita pred vsiljivci.

## Habitat in razširjenost
So pravi morski ptiči, ki se zadržujejo na odprtem morju, gnezdijo pa v odprti tundri, zlasti arktični, a tudi ob obalah Antarktike. Zaradi agresivnosti pri gnezditvi niso omejene na odročne otoke, zato se pojavljajo tudi na obalah celine, kjer pa je gnezditveni uspeh močno odvisen od izkušenosti para. Čez zimo, izven paritvenega obdobja, se odselijo na nasprotno stran zemeljske oble oz. se klatijo na dolge razdalje. Občasno kakšno tavajočo govnačko opazijo celo na južnem polu.
Na Slovenskem so govnačke redki preletni gosti. Doslej so bile opažene štiri vrste, od tega najpogosteje bodičasta in lopatasta govnačka.

## Taksonomija
Tradicionalno so govnačke po telesni zgradbi in vedenju ločevali v dva rodova, Stercorarius (male govnačke) in Catharacta (velike govnačke), kasneje pa so molekularne raziskave nakazale, da združevanje v isti rod najbolje opiše njihovo sorodnost. Sodeč po novejših raziskavah so njihove najbližje sorodnice njorke.

### Vrste
Rod vsebuje sedem vrst:
| Domače ime           | Znanstveno ime in podvrste | Razširjenost | Velikost in ekologija     | IUCN status in ocenitev populacije |
| -------------------- | --- | --- | ------------------------- | ---------------------------------- |
| dolgorepa govnačka   | Stercorarius longicaudus Vieillot, 1819 Dve podvrsti - S. l. longicaudus Vieillot, 1819. - S. l. pallescens Løppenthin, 1932                              | Gnezdi na Arktiki in prezimuje v Južnem oceanu                                                                                    | velikost: Habitat: Hrana: | LC                                 |
| bodičasta govnačka   | Stercorarius parasiticus (Linnaeus, 1758) | Gnezdi ob arktični obali, prezimuje na južni polobli.                                                                             | velikost: Habitat: Hrana: | LC                                 |
| lopatasta govnačka   | Stercorarius pomarinus (Temminck, 1815) | Gnezdi ob arktični obali, prezimuje v tropskih in subtropskih oceanih.                                                            | velikost: Habitat: Hrana: | LC                                 |
| čilska govnačka      | Stercorarius chilensis Bonaparte, 1857 | Gnezdi ob obalah južnega Čila in južne Argentine, prezimuje ob pacifiških obalah Peruja in Čila ter ob atlantski obali Argentine. | velikost: Habitat: Hrana: | LC                                 |
| antarktična govnačka | Stercorarius maccormicki Saunders, 1893 | Gnezdi ob obali Antarktike, prezimuje v severnem Atlantiku in severnem Pacifiku.                                                  | velikost: Habitat: Hrana: | LC                                 |
| rjava govnačka       | Stercorarius antarcticus (Lesson, 1831) Tri podvrste - S. a. antarcticus (Lesson, 1831) - S. a. hamiltoni (Hagen, 1952) - S. a. lonnbergi (Mathews, 1912) | Južni ocean | velikost: Habitat: Hrana: | LC                                 |
| velika govnačka      | Stercorarius skua (Brünnich, 1764) | Gnezdi ob obali severovzhodnega Atlantika, prezimuje v severnem Atlantiku.                                                        | velikost: Habitat: Hrana: | LC                                 |